# Aerangis flexuosa
Espèce
Synonymes
- Aerangis elegans (Rolfe) Dandy[1]
- Angraecum elegans Rolfe[1]
- Angraecum flexuosum (Ridl.) Rolfe[1]
- Radinocion flexuosum Ridl.[1]

Aerangis flexuosa est une espèce de plantes à fleurs de la famille des Orchidaceae et du genre Aerangis. C'est une orchidée endémique de l'île de Sao Tomé.